# Rumesnil
Rumesnil är en kommun i departementet Calvados i regionen Normandie i norra Frankrike. Kommunen ligger i kantonen Cambremer som ligger i arrondissementet Lisieux. År 2022 hade Rumesnil 88 invånare.

## Befolkningsutveckling
Antalet invånare i kommunen Rumesnil
Referens:INSEE